# Viré
Viré – miejscowość i gmina we Francji, w regionie Burgundia-Franche-Comté, w departamencie Saona i Loara.
Według danych na rok 1990 gminę zamieszkiwały 943 osoby, a gęstość zaludnienia wynosiła 84 osoby/km² (wśród 2044 gmin Burgundii Viré plasuje się na 248. miejscu pod względem liczby ludności, natomiast pod względem powierzchni na miejscu 844.).